# Karl Dreher (Bienenkundler)
Karl Dreher (* 30. Dezember 1909 in Biedenkopf; † 20. August 2001 ebenda) war ein deutscher Zoologe und Bienenkundler.

## Leben
Karl Dreher promovierte nach seinem Biologiestudium an der Philipps-Universität Marburg über Bau und Entwicklung des Atmungssystems der Honigbiene und lernte dort die wissenschaftliche Arbeit für Imker und Bienenwirtschaft bei Karl Freudenstein (1899–1944) an der 1928 gegründeten „Lehr- und Versuchsanstalt für Bienenzucht beim Zoologischen Institut der Universität Marburg“ kennen. Zum 1. Mai 1933 trat Dreher der NSDAP bei (Mitgliedsnummer 2.401.444).
Bis 1937 war er als Hilfsassistent in Marburg a. d. Lahn tätig, ging dann zum Bieneninstitut nach Celle zu Albert Koch und kehrte 1939 nach Marburg zurück, wo er nach der Einberufung von Freudenstein zur Wehrmacht die Leitung der Anstalt vertretungsweise übernahm. 1941 wurde Dreher ebenfalls für den Kriegsdienst einberufen und kam 1945 nach Marburg zurück.
Nach dem Krieg wurde er erneut Leiter der Marburger Lehr- und Versuchsanstalt, welche Funktion er bis 1950 innehatte. 1950 übernahm er die Leitung der „Bienenwirtschaftlichen Versuchsstation des Kurhessischen Imkerverbandes“, bis er schließlich 1954 Leiter des „Fachzentrum Bienen und Imkerei in Mayen“ als „Landeslehr- und Versuchsanstalt für Bienenzucht“ wurde. Dort beschäftigte er sich lange mit der Bekämpfung der Varroa-Milbe.
Neben Dreher waren auch die anderen Leiter und Forscher der wichtigsten deutschen Bieneninstitute ehemalige NSDAP-Mitglieder, besonders Gottfried Götze (NSDAP-Mitgliedsnummer 4.329.567), Friedrich Ruttner (Nr. 6.360.728), Wolfgang Steche (Nr. 7.109.058). Weder der Deutsche Imkerbund (DIB) noch die meisten Bieneninstitute haben ihre Geschichte während der NS-Zeit angemessen aufgearbeitet.
1969 wurde Karl Dreher als Ehrenschriftleiter der Imkerzeitschriften Die Biene, Imkerfreund und Allgemeine Deutsche Imkerzeitung eingesetzt, um den bedeutenden und kritischen Bienenkundler Ludwig Armbruster, „Judenfreund“ und NS-Opfer, „unbedeutend zu machen“, indem bis 2004 keine wichtigen Artikel von Armbruster publiziert werden durften. Nicht einmal zum 100. Geburtstag wurde berichtet. Dreher gab in Nachfolge von Heinrich Storch das Standardwerk Der praktische Imker heraus. Als Zuchtchef des D.I.B. und Redakteur der Zeitschrift Die Biene (1947 bis 1996) hatte Dreher entscheidenden Einfluss darauf, dass die Kärntner Biene (Carnica) in den Jahren nach dem Zweiten Weltkrieg im ganzen deutschsprachigen Raum verbreitet und dabei die nördlich der Alpen beheimatete Dunkle Europäische Biene fast vollständig verdrängt wurde. Gründe waren aus Sicht Drehers die größere Volksstärke und der damit zu erreichende höhere Honig-Ertrag. Die Auseinandersetzung um die richtige Zuchtpolitik bei den Honigbienen wurde zu dieser Zeit mit großer persönlicher Härte geführt. In der Auseinandersetzung mit dem als „Judenfreund“ 1934 von den Nazis entlassenen Bienenkundler Ludwig Armbruster spielte dabei auch die NSDAP-Mitgliedschaft Drehers eine wesentliche Rolle.
Kurz vor seinem Eintritt in den Ruhestand 1974 hatte Dreher einen Autounfall mit der Folge einer Querschnittlähmung. Er blieb trotz seiner Behinderung bis ins hohe Alter Redakteur und Ehrenredakteur verschiedener Imkereizeitschriften. 1975 ernannte ihn der Deutsche Imkerbund zum Ehrenimkermeister. Er verstarb am 20. August 2001 im Alter von 91 Jahren.

## Veröffentlichungen
- Heinrich Storch und Karl Dreher: Der praktische Imker